# Nadvojvoda Fridrik Ferdinand Austrijski
Nadvojvoda Fridrik Ferdinand Leopold Austrijski (njem. Erzherzog Friedrich Ferdinand Leopold von Österreich; Beč, 14. svibnja 1821. – Mletci, 5. listopada 1847.), član Habsburške kuće i viceadmiral Austrijske ratne mornarice.

## Obitelj
Fridrik je bio treći sin feldmaršala nadvojvode Karla Austrijskog (1771.-1847.) i princeze Henriete Nassausko-Weilburške (1797.-1829.). Nikad se nije oženio i nije imao potomaka.

## Vojna karijera u mornarici
Nakon rođenja u Beču Fridrik se brzo pridružio austrijskoj Cesarskoj mornarici 1837. godine u dobi od šesnaest godina. S toliko zanosa je gradio svoju karijeru pa je brzo napredovao do zapovjednika broda, plovivši do Orijenta po prvi put 1839. godine.

## Smrt
Fridrikovo službovanje kao zapovjednika austrijske Cesarske mornarice bilo je kratka vijeka. Umro je od žutice u Mletcima u dobi od dvadeset šest godina, ostavši u službi tek tri godine.

## Više informacija
- Austrougarska ratna mornarica

| vojne službe                               | vojne službe                                                                  | vojne službe                 |
| ------------------------------------------ | ----------------------------------------------------------------------------- | ---------------------------- |
| prethodnik Amilcare Paulucci delle Roncole | vrhovni zapovjednik Austrijske ratne mornarice kolovoz 1844. - listopad 1847. | nasljednik Sylvester Dandolo |